# Hibiscus noli-tangere
Hibiscus noli-tangere là một loài thực vật có hoa thuộc họ Malvaceae.
Loài này chỉ có ở Yemen.
Môi trường sống tự nhiên của chúng là rừng khô nhiệt đới hoặc cận nhiệt đới.
Chúng hiện đang bị đe dọa vì mất môi trường sống.